# Nassauischer Kunstverein Wiesbaden
Der Nassauische Kunstverein Wiesbaden ist der älteste Kunstverein der hessischen Landeshauptstadt Wiesbaden. Die Förderung der zeitgenössischen Kunst in Form von Ausstellungen und die Kunstvermittlung sind die beiden Hauptaufgaben des Vereins. Ein Team von Kunsthistorikern und Ausstellungsmachern zeigt in wechselnden thematischen Gruppen- und Einzelausstellungen nationale und internationale Künstler sowie regionale Positionen. Gastkuratoren aus verschiedenen Nationen zeigen Ausschnitte ihrer Wahrnehmung des Kunstgeschehens.

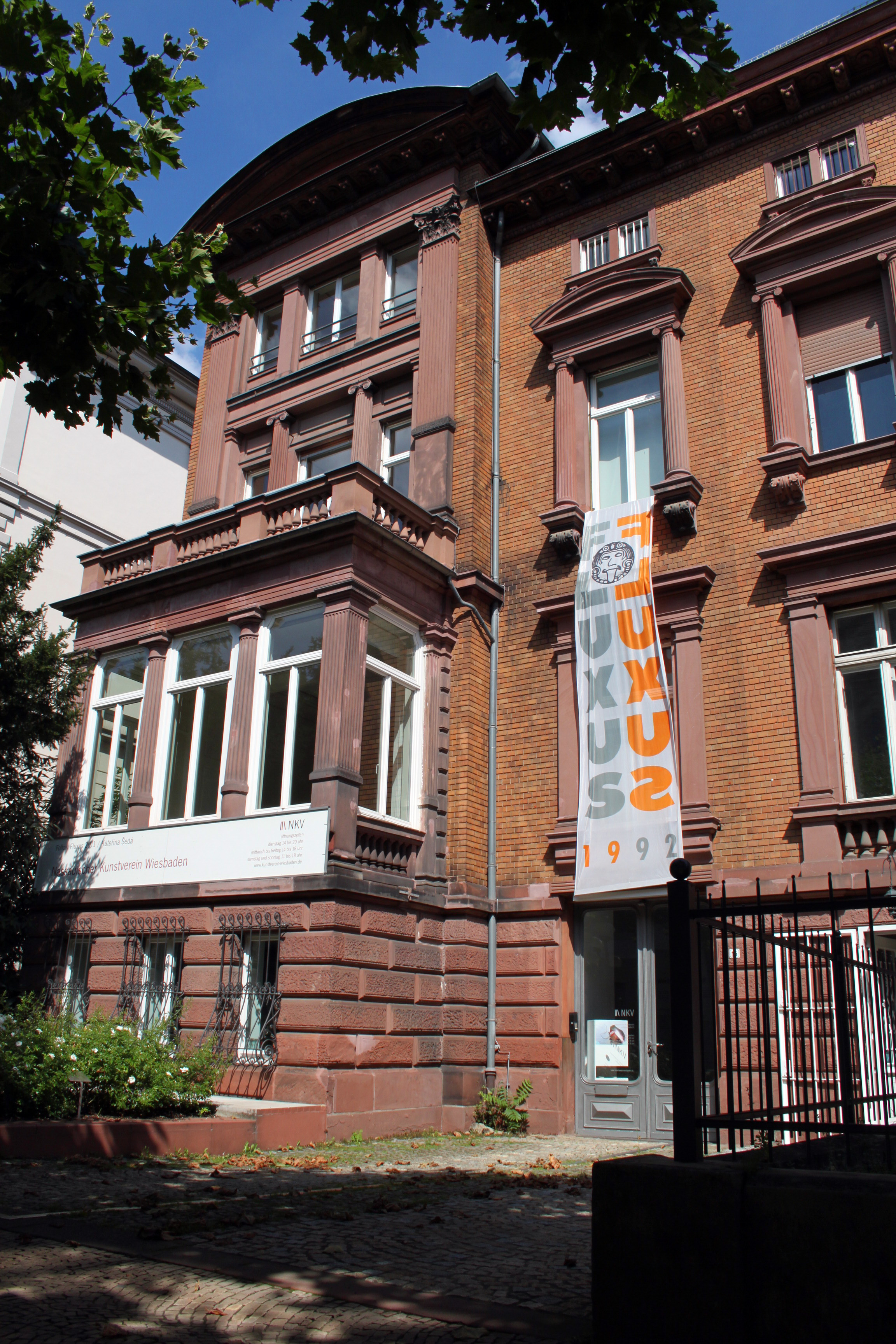
Ansicht des Kunstvereins

## Geschichte
Der Nassauische Kunstverein Wiesbaden wurde 1847 von Bürgern der Stadt ursprünglich als Gesellschaft der Freunde der bildenden Kunst im Herzogtum Nassau gegründet und ist damit der älteste Kunstverein in Wiesbaden. Die Gründungsmitglieder stammten überwiegend aus dem Großbürgertum Wiesbadens. Ihr Anliegen war es, bildende Kunst zu fördern, ohne dabei von Politik und Staat abhängig zu sein. Anfangs unterstützte der Verein, wenn auch mit mäßigem Erfolg, einheimische Künstler, damit sie vom Nassauischen Herzog Stipendien erhielten, oder er beauftragte Wiesbadener Künstler, Gemälde für die Galerie des Museums zu malen.
Die erste Dauerausstellung wurde im Gemäldesaal der damals im Erbprinzenpalais untergebrachten Bibliothek errichtet, und zwar „[...] mit älteren. und neueren Kunstwerken in- und ausländischer Künstler“, wie es im damaligen Protokoll festgehalten wurde.
Innerhalb kürzester Zeit wurde der Verein zur populärsten und mitgliederstärksten Privatgesellschaft der Stadt. Der Nassauische Kunstverein Wiesbaden bildete zunächst die Basis für die Kunstsammlung des Museums Wiesbaden. 1850 wurde der Verein mit der Aufgabe betraut, die staatliche Kunstsammlung zu verwalten – erst 1899 ging diese Aufgabe an die Stadt über. Im 1915 eröffneten Neubau des Museums Wiesbaden hatte auch der Nassauische Kunstverein Wiesbaden seinen Sitz und Ausstellungsräume. Kraft Amtes gehörte fortan der jeweilige Museumsdirektor dem Vorstand des Vereins an. Die Künstler der von Otto Ritschl 1925 gegründeten Freien Künstlerschaft Wiesbaden nutzten beide Einrichtungen.
Nachdem das Museum Wiesbaden im Jahr 1973 von der Stadt an das Land übergeben worden war, erfüllte sich der erste Schritt der bereits bei der Gründung formulierten Bestrebung, einen eigenen Ausstellungsort zu finden: 1979 bezog der Nassauische Kunstverein Wiesbaden seinen bis heute bestehenden Sitz in der Wilhelmstraße 15 in einer dreistöckigen Altbauvilla. Mit dem Abschluss des Erbbaurechtsvertrags im Frühjahr 2007 wurde dem Nassauischen Kunstverein Wiesbaden das Haus auf 66 Jahre überlassen.

## Ausstellungen

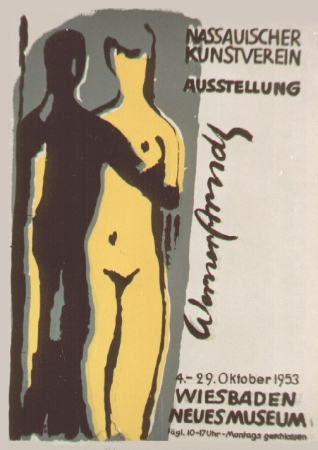
Werner Arndt: Ausstellungsplakat, Handsiebdruck, 1953

Jährlich organisiert der Nassauische Kunstverein Wiesbaden eine Reihe an Gruppen- und Einzelausstellungen bildender Kunst. Ein Schwerpunkt der Ausstellungstätigkeit liegt auf der Förderung junger, experimenteller Kunst, die häufig erstmals im institutionellen Rahmen präsentiert wird. Zahlreiche Künstler, die Bekanntheit erlangten, hatten ihre erste institutionelle Einzelausstellung im NKV, wie z. B. Mona Hatoum (2002), Jun Nguyen Hatsushiba (2003), Xuken Teruya (2005), Sven Johne (2007), Jorinde Voigt (2008), Emily Wardill (2008/2009), Murray Gaylard (2009), Rory Macbeth (2009), Nina Yuen, Blue Curry (2011), Alexandre Singh (erste institutionelle Einzelausstellung in Deutschland, 2012).
Zu den Ausstellungen publiziert der Nassauische Kunstverein Wiesbaden zumeist Kataloge und damit bleibende Dokumentationen, die über die Laufzeit der Ausstellungen hinausgehen und diese durch wissenschaftliche Texte ergänzen.
Aus dem besonderen Anlass des 50. Geburtstages der Fluxusbewegung zeigte der Nassauische Kunstverein Wiesbaden im Sommer 2012 als einzige europäische Institution, in Kooperation mit dem Contemporary Arts Museum Houston in Houston, Texas, USA die Retrospektive „Born in the State of FLUX/us“ des Fluxus-Künstlers Ben (Benjamin) Patterson.
2013 zeigte der Kunstverein einen Überblick mit Werken von Schülern aus der Malereiklasse von Adam Jankowski aus den Jahren 1987–2013.

## Kunstvermittlung
Neben der Ausstellungstätigkeit stellt der Nassauische Kunstverein Wiesbaden der interessierten Öffentlichkeit vermittelnde Angebote zur Verfügung, die das Verständnis für zeitgenössische Kunst fördern und vertiefen sollen. Die regelmäßigen und oft kostenfreien Angebote umfassen:
- den NKV Diskurs, eine Diskussionsrunde zur Theorie der zeitgenössischen Kunst,
- das Kinderprogramm mit der NKV Entdeckerführung und NKV Kinder mittenDRIN, die sich an die kindlichen Besucher wenden und diese spielerisch und kreativ an Kunst heranführen,
- Kunstreisen ins In- und Ausland,
- Künstlergespräche zu den aktuellen Ausstellungen,
- Kooperationen mit anderen kulturellen Einrichtungen.

## Follow Fluxus
In der Nachfolge der internationalen Kunstbewegung Fluxus, die erstmals 1962 in Wiesbaden mit den Festspielen Neuester Musik auch in Deutschland eine breite Aufmerksamkeit auf sich zog, fördert der Nassauische Kunstverein Wiesbaden junge Künstler, die mit ihrer Arbeit spezifisch an Fluxus anknüpfen. Das jährlich gemeinsam mit der Landeshauptstadt Wiesbaden vergebene Arbeitsstipendium Follow Fluxus – Fluxus und die Folgen umfasst einen dreimonatigen Arbeitsaufenthalt mit Atelier und Wohnraum sowie eine abschließen Ausstellung. Dotiert ist das Stipendium mit 10.000 €.

## Mitgliedschaft
Der Nassauische Kunstverein Wiesbaden ist Mitglied im ADKV, der Arbeitsgemeinschaft Deutscher Kunstvereine.